# Gare de Mérignac-Arlac
La gare de Mérignac-Arlac, est une gare ferroviaire française de la Ceinture ferroviaire de Bordeaux, située à Arlac, quartier de la commune de Mérignac, dans le département de la Gironde en région Nouvelle-Aquitaine.
Mise en service en 2010, c'est une halte voyageurs de la Société nationale des chemins de fer français (SNCF), desservie par des trains régionaux TER Nouvelle-Aquitaine. Elle est l'un des éléments d'un pôle multimodal qui inclut également la station de la Fontaine d'Arlac sur la ligne A du tramway de Bordeaux.

## Situation ferroviaire
Établie à 22 mètres d'altitude, la gare de Mérignac-Arlac est située au point kilométrique (PK) 7,552 de la Ceinture de Bordeaux, entre les gares de Bordeaux-Saint-Jean et Caudéran - Mérignac. Elle est établie sur un pont ferroviaire qui surplombe son parvis et la ligne A du tramway de Bordeaux où est implantée la station Fontaine d'Arlac.

## Histoire
La première demande d'une halte voyageurs à Arlac date de 1923, initiée par les habitants elle est soutenue par le Conseil municipal. N'ayant pas de suite, elle est relayée en 1937 par une demande de création d'un train ouvrier sans plus de résultat. Il faut ensuite attendre 1988 avec une demande émanant du Syndicat de défense des habitants du quartier qui fait de ce projet de desserte par la SNCF une priorité de son action.
Finalement, la création d'une halte ferroviaire, constituante d'un pôle multimodal, au point de croisement de la ligne ferroviaire appelée Ceinture de Bordeaux et de la ligne A du tramway de Bordeaux est l'un des projets inclus dans le contrat de plan État-région 2007-2013.
La « gare de Mérignac-Arlac » est mise en service le 6 septembre 2010 par la Société nationale des chemins de fer français (SNCF) lorsqu'elle rouvre à l'exploitation, après d'importants travaux de modernisation, la ligne dénommée Ceinture de Bordeaux. La halte voyageurs a demandé un investissement de 3,9 millions d'euros : édifiée sur un pont, qui permet le passage de la ligne A du tramway, elle dispose de deux quais, de 120 mètres de long, disposant chacun d'un abri. Chaque quai est accessible par un escalier et un ascenseur et les entrées sont équipées d'automates pour l'achat de titres de transports TER. Au niveau du sol se trouve un espace multimodal station Fontaine d'Arlac qui permet l'accès au tramway de Bordeaux (ligne A), à l'arrêt des bus urbains et au parking relais pour les véhicules.

## Fréquentation
De 2015 à 2023, selon les estimations de la SNCF, la fréquentation annuelle de la gare s'élève aux nombres indiqués dans le tableau ci-dessous.
| Année           | 2015   | 2016   | 2017   | 2018    | 2019    | 2020   | 2021   | 2022   | 2023   | 2024    |
| --------------- | ------ | ------ | ------ | ------- | ------- | ------ | ------ | ------ | ------ | ------- |
| Voyageurs seuls | 83 656 | 76 646 | 89 808 | 108 444 | 141 346 | 64 264 | 80 857 | 88 408 | 96 885 | 126 877 |

## Service des voyageurs

### Accueil

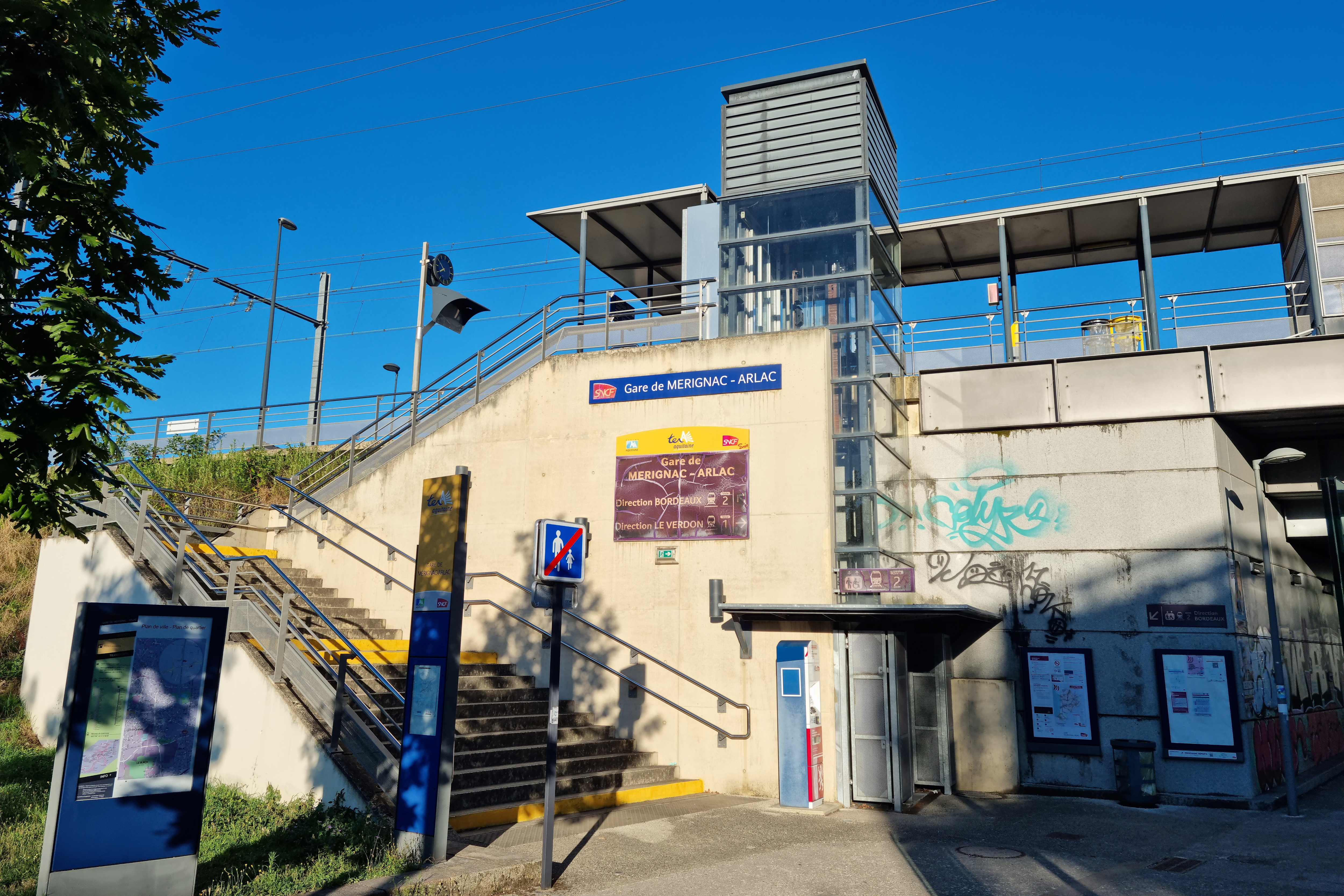
Accès à la voie 2 de la halte.

Halte SNCF, c'est un point d'arrêt non géré (PANG) à accès libre. Elle dispose d'automates pour l'achat de titres de transport et d'abris sur ses deux quais.
L'accès aux quais s'effectue par des escaliers ou des ascenseurs, situés de part et d'autre du pont ferroviaire, permettant l'accessibilité aux personnes à la mobilité réduite.

### Desserte
Mérignac-Arlac est desservie par les trains TER Nouvelle-Aquitaine de la ligne 33 qui circulent entre Bordeaux-Saint-Jean ou Pessac et Macau. Au-delà de Macau, la plupart des trains continue vers ou est en provenance de Lesparre, Le Verdon et même de La Pointe-de-Grave en juillet et août.

### Intermodalité
La halte fait partie intégrante d'un pôle d'échanges multimodales qui comprend : un parc pour les vélos, un parking pour les véhicules (parc relais) et des lieux d'échanges avec le réseau de tram et bus de Bordeaux Métropole (TBM) : la station de la Fontaine d'Arlac sur la ligne A du tramway de Bordeaux
et un arrêt desservi par les  bus urbains TBM (lignes 23, 42 et 54).